# Santa Rosa de Osos (kommun)
Santa Rosa de Osos är en kommun i Colombia.   Den ligger i departementet Antioquía, i den nordvästra delen av landet, 270 km nordväst om huvudstaden Bogotá. Antalet invånare är 31 025.